# NGC 4748
NGC 4748 (другие обозначения — MCG -2-33-34, IRAS12495-1308, PGC 43643) — спиральная галактика (Sa) в созвездии Ворон.
Этот объект входит в число перечисленных в оригинальной редакции «Нового общего каталога».
Является сейфертовской галактикой типа 1. Демонстрирует переменное рентгеновское излучение.